# Eva y kolegas
Eva y kolegas es una serie de televisión producida por Rojo Vivo Producciones y dirigida por Jorge de Dios. Fue emitida en Antena.Neox de lunes a sábado en 2008.
La serie trata sobre un grupo de jóvenes liderados por "Eva" (Ana García de Ceca), una chica alocada que pasa por momentos difíciles en su vida y decide grabar todo lo que pasa a su alrededor. Cámara en mano, podremos ver sus relaciones con los hombres, las drogas o conocer a todos sus "Kolegas".
El eje central gira en torno a la desaparición de una de sus mejores amigas, Cris (Nahia Laiz). Eva con ayuda de sus amigos luchará por descubrir su paradero y para ello no dudará en inviscuirse en situaciones altamente peligrosas que incluyen traficantes de drogas, yonkis, asesinatos y escapadas de casa. A medida que avanza la trama descubrimos como Cris era una desconocida para Eva. Había mantenido relaciones con casi todos los miembros de la pandilla (chicos y chicas), el profesor de historia (Gustavo Galindo) e incluso mafiosos como El Santo (Fernando Bouzón).
Fue recibida con cierto entusiasmo por la crítica y los más famosos blogueros aunque al final de la primera temporada, el proyecto de segunda temporada no siguió adelante.

## Personajes
- Ana García de Ceca es Eva, la protagonista.

Es aventurera y alocada. Veremos los acontecimientos a través de sus ojos. Lo graba todo con su cámara y después lo cuelga en internet. Todo el mundo en el instituto está al tanto de sus avances en la búsqueda de Cris y en los líos en los que se mete.
- Anais Yebra es Naya, la mejor amiga de Eva.

Es virgen y sus relaciones con los chicos suelen ser muy accidentadas. En una de ellas quedará embarazada. Aunque es más responsable que Eva, si ella se lanza Naya irá detrás.
- Indira González es Cata.

Acaba de llegar de Mallorca y se liará con su primo Nacho. Para llegar a hacerlo, antes tendrá que desaparecer su actual novia, Alba.
- Miore es Nacho, su primo.

Vive con ella y le ayudará con la web. Es mayor que Eva y gusta a sus amigas. Está con Alba pero pronto volverá con su antigua novia, Cata.
- Jerónimo Salas es Iñaki.

Empieza siendo su mejor amigo y será la principal ayuda de Eva en la búsqueda de Cris. Se ocupó de Yosu cuando se quedó sin casa, se puede confiar en él. Esto cambiará a medida que avance la trama. 
- Itsaso Arana es Yosu.

Una compañera de clase escapada de casa. Bebe, se droga y está indefinida sexualmente. También es sensible y recurrirá a Eva en varias ocasiones ayudándose mutuamente.
- Nahia Laiz es Cris.

Su famosa amiga desaparecida. Es un misterio de principio a fin. Tenemos flash-backs en los que aparece cubierta de sangre. El desconocido 2020ojo se dedica a subir videos en los que podemos verla con diferentes personajes que nos darán las pistas necesarias para descubrir su paradero.
- Miguel Lanzarot es Kiko.

Por el beben los vientos todas las chicas, incluida Eva. Estar con todas siempre trae problemas.
- Noelia Mas es Jenny.

La más mala del lugar. Le hará la vida imposible a Eva y no dejará escapara a Kiko, su novio. Más tarde aparecerá un video erótico junto a Cris.
- Alba Pérez Serantes es Alba.

Novia de Nacho. Intragable e intrigante. Es bella y malvada.
- Maggie Civantos es Marta.

Sexy y mimada. Nunca se sabe por donde puede salir. Intentará sobornar a Güey a cambio de sexo.
- Mauricio Rousselón es Güey.

Mexicano sin papeles. Necesitará la ayuda de Eva para seguir adelante.
- Lucia Serrano es Nati.

La mejor Amiga de Jenny se hace la mala, pero tiene un trasfondo bueno. Tendrá experiencias totalmente nuevas con Yosu.
- Gustavo Galindo es Rafa.

El profe de historia. Sospechoso de haber tenido un affair con Cris. Morirá asesinado.
- Ignasi alba es Patxi.

Un yonki que sabe más de lo que aparenta. Estuvo relacionado con grandes mafiosos y también con Cris.
- Agustín Ruiz es Borja.

Rico y pijo. Le gustan las jóvenes. También los negocios sucios.
- Fernando Bouzón es El Santo.

Drogadicto, mafioso y peligroso.
- Lucía Camón es Vero, la madre de Cris. Confusa y destrozada por la desaparición de su hija.

- Carlos Bañuelos es Tomás.

Dueño del bar al que más van los protagonistas. Su filosofía y consejos serán de gran utilidad para Eva.
- David Seijo es uno de los matones de El Santo.

Secuestrará a Cata.

## 2020ojo y Arcano13
Paralelamente a la emisión de la serie, podíamos encontrar canales de YouTube en los que bajo el seudónimo de 2020ojo, alguien colgaba videos en los que podíamos ver a Cris siendo maltratada por desconocidos. Para cuando algún seguidor de la serie encontraba los videos y pedía respuestas, ya se podían ver las reacciones de los protagonistas en los capítulos emitidos en Neox.
2020ojo nunca se llegó a saber quién era. Se trataba de alguien que tenía acceso a los videos en los que se veían los maltratos a Cris, aunque no necesariamente tenía que ser el autor de los mismos. De alguna forma, gracias a ellos Eva podía solucionar sus lagunas en la reconstrucción de los últimos pasos de Cris antes de desaparecer. 
Arcano13 resultó ser el propio Iñaki (Jerónimo Salas) uno de los mejores amigos de Eva. Esto se supo en el penúltimo capítulo de la primera temporada y era necesario para poder reconstruir los hechos.

## Formato

### Videoblog interactivo
En gran medida, la mayor innovación de "Eva y kolegas" radica en el formato en el que es presentada. La serie son los videos que la protagonista graba con su cámara casera y que después cuelga en su web con la ayuda de su primo Nacho (Miore). 
Al entrar en la web, podías comentar lo que te parecían sus videos e intercambiar opiniones con los demás fanes e incluso con los personajes de la serie, los cuales contestaban cualquiera de tus dudas. 
Los personajes los podías buscar en cualquier red social y agregarlos (Facebook, Tuenti, Twitter, myspace,...) y las cosas que se escribían o lo que pasaba en su videoblog, afectaba a la trama de los capítulos que se emitían en Antena.Neox. Era una serie en la que la interactividad del espectador marcaba en gran medida lo que podía pasar. La web de la protagonista y la serie televisiva estaban íntimamente relacionados e interconectados.

### Serie diaria para la TDT
Con su emisión el 10 de noviembre de 2008, se convirtió en la primera serie de tirada diaria de la TDT en España. El canal Antena.Neox, apostó por la producción de contenidos de ficción propios y marcó un precedente en toda la ficción en tdt posterior. Era una serie juvenil estilo "soap opera" adolescente que incluía tramas de intriga y acción. Los capítulos diarios eran píldoras de 10 minutos (el más usado en internet pero no en televisión) y una recopilación de todos los sábados a las diez de la noche, en un capítulo de 50 min.

### Preserie
Antes de que empezara la emisión por televisión, el videoblog de Eva empezó a funcionar con videos que la protagonista colgaba en la que podíamos verla en su casa, con sus amigos, etc.
Aparentaban ser videos caseros grabados con ayuda de sus amigos en los que el público tenía una gran participación. Daban información complementaria sobre cada personaje y datos bastante necesarios para cerrar la trama de la desaparición de Cris. Eva podía robar en una tienda y liarse con cualquier tío, Iñaki sabía abrir coches, Naya significaba la cordura para Eva, etc. Todo parecía ser un verano despreocupado y lúdico hasta que con el arranque de la serie empiezan los problemas.

## Orígenes
Los inicios del éxito de "Eva y Kolegas" los encontramos en la serie de internet "Eva y Mara" que se emitía en internet como un auténtico videoblog al estilo lonelygirl15. El producto fue comprado por la cadena y regrabado para televisión manteniendo el reparto original, aunque incluyendo nuevos personajes y situaciones.
Queda enmarcada dentro del fenómeno de las series de internet que alcanzan un gran éxito y luego pasan a televisión, como Que vida más triste o malviviendo.